# Tour La Provence 2022
El Tour La Provence 2022, fou la setena edició del Tour La Provence i es disputà entre el 10 i el 13 de febrer de 2022 sobre un recorregut de 505,6 km repartits entre quatre etapes. La cursa formà part del calendari de l'UCI ProSeries 2022, amb una categoria 2.Pro.
El vencedor fou el colombià Nairo Quintana (Arkéa-Samsic), que s'imposà a Julian Alaphilippe (Quick-Step Alpha Vinyl) i Mattias Skjelmose Jensen (Trek-Segafredo), segon i tercer respectivament.

## Equips
En aquesta edició hi prenen part 17 equips:
| WorldTeams (11)- AG2R Citroën Team - Astana Qazaqstan Team - Cofidis - Team DSM - Groupama-FDJ - Ineos Grenadiers - Israel-Premier Tech - Lotto-Soudal - Movistar Team - Quick-Step Alpha Vinyl - Trek-Segafredo ProTeams (3)- Arkéa-Samsic - B&B Hotels-KTM - TotalEnergies Equips continentals (3)- Go Sport-Roubaix Lille Métropole - Nice Métropole Côte d'Azur - Saint Michel-Auber 93 |
| |

## Etapes
| Etapa    | Data      | Ciutats d'etapa                       | type                    | Distància (km) | Desnivell (m) | Vencedor de l'etapa  | Líder de la general  |
| -------- | --------- | ------------------------------------- | ----------------------- | -------------- | ------------- | -------------------- | -------------------- |
| Pròleg   | 10 de feb | Bèrra de l'Estanh – Bèrra de l'Estanh | pròleg                  | 7,1            | 14 m          | Filippo Ganna        | Filippo Ganna        |
| 1a etapa | 11 de feb | Istre – les Santes Maries de la Mar   | etapa plana             | 151,8          | 360 m         | Elia Viviani         | Filippo Ganna        |
| 2a etapa | 12 de feb | Arle – Manòsca                        | etapa accidentada       | 180,6          | 2.202 m       | Bryan Coquard        | Filippo Ganna        |
| 3a etapa | 13 de feb | Manòsca – Muntanya de Lura            | etapa de mitja muntanya | 166,1          | 3.223 m       | Nairo Quintana Rojas | Nairo Quintana Rojas |

### Pròleg
| \| Classificació de l'etapa \| Classificació de l'etapa \| Classificació de l'etapa \| Classificació de l'etapa \| Classificació de l'etapa \| \| Corredor \| Corredor \| Equip \| Temps \| \| \| ------------------------ \| --------------------------- \| ------------------------ \| ------------------------ \| ------------------------ \| \| 1r \| Filippo Ganna \| Ineos Grenadiers \| 8' 04" \| \| \| 2n \| Ethan Hayter \| Ineos Grenadiers \| + 12" \| \| \| 3r \| Tobias Ludvigsson \| Groupama-FDJ \| + 13" \| \| \| 4t \| Samuele Battistella \| Astana Qazaqstan Team \| + 15" \| \| \| 5è \| Pierre Latour \| TotalEnergies \| + 15" \| \| \| 6è \| Julian Alaphilippe \| Quick-Step Alpha Vinyl \| + 17" \| \| \| 7è \| Maciej Bodnar \| TotalEnergies \| + 17" \| \| \| 8è \| Mathias Norsgaard Jørgensen \| Movistar Team \| + 19" \| \| \| 9è \| Dries Devenyns \| Quick-Step Alpha Vinyl \| + 19" \| \| \| 10è \| Ilan Van Wilder \| Quick-Step Alpha Vinyl \| + 20" \| \| |                             |                        |        |
| |                             |                        |        |
| Font: ProCyclingStats |                             |                        |        |
| Classificació de l'etapa |                             |                        |        |
| Corredor | Corredor                    | Equip                  | Temps  |
| 1r | Filippo Ganna               | Ineos Grenadiers       | 8' 04" |
| 2n | Ethan Hayter                | Ineos Grenadiers       | + 12"  |
| 3r | Tobias Ludvigsson           | Groupama-FDJ           | + 13"  |
| 4t | Samuele Battistella         | Astana Qazaqstan Team  | + 15"  |
| 5è | Pierre Latour               | TotalEnergies          | + 15"  |
| 6è | Julian Alaphilippe          | Quick-Step Alpha Vinyl | + 17"  |
| 7è | Maciej Bodnar               | TotalEnergies          | + 17"  |
| 8è | Mathias Norsgaard Jørgensen | Movistar Team          | + 19"  |
| 9è | Dries Devenyns              | Quick-Step Alpha Vinyl | + 19"  |
| 10è | Ilan Van Wilder             | Quick-Step Alpha Vinyl | + 20"  |

| \| Classificació general \| Classificació general \| Classificació general \| Classificació general \| Classificació general \| \| Corredor \| Corredor \| Equip \| Temps \| \| \| --------------------- \| --------------------------- \| ---------------------- \| --------------------- \| --------------------- \| \| 1r \| Filippo Ganna \| Ineos Grenadiers \| 8' 04" \| \| \| 2n \| Ethan Hayter \| Ineos Grenadiers \| + 12" \| \| \| 3r \| Tobias Ludvigsson \| Groupama-FDJ \| + 13" \| \| \| 4t \| Samuele Battistella \| Astana Qazaqstan Team \| + 15" \| \| \| 5è \| Pierre Latour \| TotalEnergies \| + 15" \| \| \| 6è \| Julian Alaphilippe \| Quick-Step Alpha Vinyl \| + 17" \| \| \| 7è \| Maciej Bodnar \| TotalEnergies \| + 17" \| \| \| 8è \| Mathias Norsgaard Jørgensen \| Movistar Team \| + 19" \| \| \| 9è \| Dries Devenyns \| Quick-Step Alpha Vinyl \| + 19" \| \| \| 10è \| Ilan Van Wilder \| Quick-Step Alpha Vinyl \| + 20" \| \| |                             |                        |        |
| |                             |                        |        |
| Font: ProCyclingStats |                             |                        |        |
| Classificació general |                             |                        |        |
| Corredor | Corredor                    | Equip                  | Temps  |
| 1r | Filippo Ganna               | Ineos Grenadiers       | 8' 04" |
| 2n | Ethan Hayter                | Ineos Grenadiers       | + 12"  |
| 3r | Tobias Ludvigsson           | Groupama-FDJ           | + 13"  |
| 4t | Samuele Battistella         | Astana Qazaqstan Team  | + 15"  |
| 5è | Pierre Latour               | TotalEnergies          | + 15"  |
| 6è | Julian Alaphilippe          | Quick-Step Alpha Vinyl | + 17"  |
| 7è | Maciej Bodnar               | TotalEnergies          | + 17"  |
| 8è | Mathias Norsgaard Jørgensen | Movistar Team          | + 19"  |
| 9è | Dries Devenyns              | Quick-Step Alpha Vinyl | + 19"  |
| 10è | Ilan Van Wilder             | Quick-Step Alpha Vinyl | + 20"  |

### Etapa 1
| \| Classificació de l'etapa \| Classificació de l'etapa \| Classificació de l'etapa \| Classificació de l'etapa \| Classificació de l'etapa \| \| Corredor \| Corredor \| Equip \| Temps \| \| \| ------------------------ \| ------------------------ \| ------------------------ \| ------------------------ \| ------------------------ \| \| 1r \| Elia Viviani \| Ineos Grenadiers \| 3h 14' 58" \| \| \| 2n \| Sep Vanmarcke \| Israel-Premier Tech \| + 0" \| \| \| 3r \| Julian Alaphilippe \| Quick-Step Alpha Vinyl \| + 0" \| \| \| 4t \| Martijn Tusveld \| Team DSM \| + 0" \| \| \| 5è \| Samuele Battistella \| Astana Qazaqstan Team \| + 0" \| \| \| 6è \| Cedric Beullens \| Lotto-Soudal \| + 0" \| \| \| 7è \| Mattias Skjelmose \| Trek-Segafredo \| + 0" \| \| \| 8è \| Pierre Latour \| TotalEnergies \| + 0" \| \| \| 9è \| Matteo Jorgenson \| Movistar Team \| + 0" \| \| \| 10è \| Ilan Van Wilder \| Quick-Step Alpha Vinyl \| + 0" \| \| |                     |                        |            |
| |                     |                        |            |
| Font: ProCyclingStats |                     |                        |            |
| Classificació de l'etapa |                     |                        |            |
| Corredor | Corredor            | Equip                  | Temps      |
| 1r | Elia Viviani        | Ineos Grenadiers       | 3h 14' 58" |
| 2n | Sep Vanmarcke       | Israel-Premier Tech    | + 0"       |
| 3r | Julian Alaphilippe  | Quick-Step Alpha Vinyl | + 0"       |
| 4t | Martijn Tusveld     | Team DSM               | + 0"       |
| 5è | Samuele Battistella | Astana Qazaqstan Team  | + 0"       |
| 6è | Cedric Beullens     | Lotto-Soudal           | + 0"       |
| 7è | Mattias Skjelmose   | Trek-Segafredo         | + 0"       |
| 8è | Pierre Latour       | TotalEnergies          | + 0"       |
| 9è | Matteo Jorgenson    | Movistar Team          | + 0"       |
| 10è | Ilan Van Wilder     | Quick-Step Alpha Vinyl | + 0"       |

| \| Classificació general \| Classificació general \| Classificació general \| Classificació general \| Classificació general \| \| Corredor \| Corredor \| Equip \| Temps \| \| \| --------------------- \| --------------------- \| ---------------------- \| --------------------- \| --------------------- \| \| 1r \| Filippo Ganna \| Ineos Grenadiers \| 3h 26' 05" \| \| \| 2n \| Julian Alaphilippe \| Quick-Step Alpha Vinyl \| + 4" \| \| \| 3r \| Pierre Latour \| TotalEnergies \| + 10" \| \| \| 4t \| Samuele Battistella \| Astana Qazaqstan Team \| + 12" \| \| \| 5è \| Ilan Van Wilder \| Quick-Step Alpha Vinyl \| + 17" \| \| \| 6è \| Mattias Skjelmose \| Trek-Segafredo \| + 21" \| \| \| 7è \| Matteo Jorgenson \| Movistar Team \| + 21" \| \| \| 8è \| Louis Vervaeke \| Quick-Step Alpha Vinyl \| + 21" \| \| \| 9è \| Sep Vanmarcke \| Israel-Premier Tech \| + 22" \| \| \| 10è \| Maxime Bouet \| Arkéa-Samsic \| + 23" \| \| |                     |                        |            |
| |                     |                        |            |
| Font: ProCyclingStats |                     |                        |            |
| Classificació general |                     |                        |            |
| Corredor | Corredor            | Equip                  | Temps      |
| 1r | Filippo Ganna       | Ineos Grenadiers       | 3h 26' 05" |
| 2n | Julian Alaphilippe  | Quick-Step Alpha Vinyl | + 4"       |
| 3r | Pierre Latour       | TotalEnergies          | + 10"      |
| 4t | Samuele Battistella | Astana Qazaqstan Team  | + 12"      |
| 5è | Ilan Van Wilder     | Quick-Step Alpha Vinyl | + 17"      |
| 6è | Mattias Skjelmose   | Trek-Segafredo         | + 21"      |
| 7è | Matteo Jorgenson    | Movistar Team          | + 21"      |
| 8è | Louis Vervaeke      | Quick-Step Alpha Vinyl | + 21"      |
| 9è | Sep Vanmarcke       | Israel-Premier Tech    | + 22"      |
| 10è | Maxime Bouet        | Arkéa-Samsic           | + 23"      |

### Etapa 2
| \| Classificació de l'etapa \| Classificació de l'etapa \| Classificació de l'etapa \| Classificació de l'etapa \| Classificació de l'etapa \| \| Corredor \| Corredor \| Equip \| Temps \| \| \| ------------------------ \| ------------------------ \| ------------------------ \| ------------------------ \| ------------------------ \| \| 1r \| Bryan Coquard \| Cofidis \| 4h 19' 42" \| \| \| 2n \| Julian Alaphilippe \| Quick-Step Alpha Vinyl \| + 0" \| \| \| 3r \| Filippo Ganna \| Ineos Grenadiers \| + 0" \| \| \| 4t \| Pierre Latour \| TotalEnergies \| + 0" \| \| \| 5è \| Arnaud Démare \| Groupama-FDJ \| + 0" \| \| \| 6è \| Nairo Quintana Rojas \| Arkéa-Samsic \| + 0" \| \| \| 7è \| Mads Würtz Schmidt \| Israel-Premier Tech \| + 0" \| \| \| 8è \| Matteo Jorgenson \| Movistar Team \| + 0" \| \| \| 9è \| Aurélien Paret-Peintre \| AG2R Citroën Team \| + 0" \| \| \| 10è \| Lorrenzo Manzin \| TotalEnergies \| + 0" \| \| |                        |                        |            |
| |                        |                        |            |
| Font: ProCyclingStats |                        |                        |            |
| Classificació de l'etapa |                        |                        |            |
| Corredor | Corredor               | Equip                  | Temps      |
| 1r | Bryan Coquard          | Cofidis                | 4h 19' 42" |
| 2n | Julian Alaphilippe     | Quick-Step Alpha Vinyl | + 0"       |
| 3r | Filippo Ganna          | Ineos Grenadiers       | + 0"       |
| 4t | Pierre Latour          | TotalEnergies          | + 0"       |
| 5è | Arnaud Démare          | Groupama-FDJ           | + 0"       |
| 6è | Nairo Quintana Rojas   | Arkéa-Samsic           | + 0"       |
| 7è | Mads Würtz Schmidt     | Israel-Premier Tech    | + 0"       |
| 8è | Matteo Jorgenson       | Movistar Team          | + 0"       |
| 9è | Aurélien Paret-Peintre | AG2R Citroën Team      | + 0"       |
| 10è | Lorrenzo Manzin        | TotalEnergies          | + 0"       |

| \| Classificació general \| Classificació general \| Classificació general \| Classificació general \| Classificació general \| \| Corredor \| Corredor \| Equip \| Temps \| \| \| --------------------- \| --------------------- \| ---------------------- \| --------------------- \| --------------------- \| \| 1r \| Filippo Ganna \| Ineos Grenadiers \| 7h 45' 43" \| \| \| 2n \| Julian Alaphilippe \| Quick-Step Alpha Vinyl \| + 2" \| \| \| 3r \| Pierre Latour \| TotalEnergies \| + 14" \| \| \| 4t \| Samuele Battistella \| Astana Qazaqstan Team \| + 16" \| \| \| 5è \| Mattias Skjelmose \| Trek-Segafredo \| + 25" \| \| \| 6è \| Matteo Jorgenson \| Movistar Team \| + 25" \| \| \| 7è \| Maxime Bouet \| Arkéa-Samsic \| + 27" \| \| \| 8è \| Ilan Van Wilder \| Quick-Step Alpha Vinyl \| + 27" \| \| \| 9è \| Damien Touzé \| AG2R Citroën Team \| + 30" \| \| \| 10è \| Nairo Quintana Rojas \| Arkéa-Samsic \| + 32" \| \| |                      |                        |            |
| |                      |                        |            |
| Font: ProCyclingStats |                      |                        |            |
| Classificació general |                      |                        |            |
| Corredor | Corredor             | Equip                  | Temps      |
| 1r | Filippo Ganna        | Ineos Grenadiers       | 7h 45' 43" |
| 2n | Julian Alaphilippe   | Quick-Step Alpha Vinyl | + 2"       |
| 3r | Pierre Latour        | TotalEnergies          | + 14"      |
| 4t | Samuele Battistella  | Astana Qazaqstan Team  | + 16"      |
| 5è | Mattias Skjelmose    | Trek-Segafredo         | + 25"      |
| 6è | Matteo Jorgenson     | Movistar Team          | + 25"      |
| 7è | Maxime Bouet         | Arkéa-Samsic           | + 27"      |
| 8è | Ilan Van Wilder      | Quick-Step Alpha Vinyl | + 27"      |
| 9è | Damien Touzé         | AG2R Citroën Team      | + 30"      |
| 10è | Nairo Quintana Rojas | Arkéa-Samsic           | + 32"      |

### Etapa 3
| \| Classificació de l'etapa \| Classificació de l'etapa \| Classificació de l'etapa \| Classificació de l'etapa \| Classificació de l'etapa \| \| Corredor \| Corredor \| Equip \| Temps \| \| \| ------------------------ \| ------------------------ \| ------------------------ \| ------------------------ \| ------------------------ \| \| 1r \| Nairo Quintana Rojas \| Arkéa-Samsic \| 4h 23' 06" \| \| \| 2n \| Mattias Skjelmose \| Trek-Segafredo \| + 37" \| \| \| 3r \| Matteo Jorgenson \| Movistar Team \| + 37" \| \| \| 4t \| Iván Ramiro Sosa Cuervo \| Movistar Team \| + 39" \| \| \| 5è \| Ilan Van Wilder \| Quick-Step Alpha Vinyl \| + 41" \| \| \| 6è \| Amanuel Gebrezgabihier \| Trek-Segafredo \| + 46" \| \| \| 7è \| Julian Alaphilippe \| Quick-Step Alpha Vinyl \| + 47" \| \| \| 8è \| Pierre Latour \| TotalEnergies \| + 50" \| \| \| 9è \| Kenny Elissonde \| Trek-Segafredo \| + 1' 00" \| \| \| 10è \| Geoffrey Bouchard \| AG2R Citroën Team \| + 1' 03" \| \| |                         |                        |            |
| |                         |                        |            |
| Font: ProCyclingStats |                         |                        |            |
| Classificació de l'etapa |                         |                        |            |
| Corredor | Corredor                | Equip                  | Temps      |
| 1r | Nairo Quintana Rojas    | Arkéa-Samsic           | 4h 23' 06" |
| 2n | Mattias Skjelmose       | Trek-Segafredo         | + 37"      |
| 3r | Matteo Jorgenson        | Movistar Team          | + 37"      |
| 4t | Iván Ramiro Sosa Cuervo | Movistar Team          | + 39"      |
| 5è | Ilan Van Wilder         | Quick-Step Alpha Vinyl | + 41"      |
| 6è | Amanuel Gebrezgabihier  | Trek-Segafredo         | + 46"      |
| 7è | Julian Alaphilippe      | Quick-Step Alpha Vinyl | + 47"      |
| 8è | Pierre Latour           | TotalEnergies          | + 50"      |
| 9è | Kenny Elissonde         | Trek-Segafredo         | + 1' 00"   |
| 10è | Geoffrey Bouchard       | AG2R Citroën Team      | + 1' 03"   |

## Classificacions finals

### Classificació general
| \| Classificació general \| Classificació general \| Classificació general \| Classificació general \| Classificació general \| \| Corredor \| Corredor \| Equip \| Temps \| \| \| --------------------- \| ---------------------- \| ---------------------- \| --------------------- \| --------------------- \| \| 1r \| Nairo Quintana Rojas \| Arkéa-Samsic \| 12h 09' 11" \| \| \| 2n \| Julian Alaphilippe \| Quick-Step Alpha Vinyl \| + 27" \| \| \| 3r \| Mattias Skjelmose \| Trek-Segafredo \| + 34" \| \| \| 4t \| Matteo Jorgenson \| Movistar Team \| + 36" \| \| \| 5è \| Pierre Latour \| TotalEnergies \| + 42" \| \| \| 6è \| Ilan Van Wilder \| Quick-Step Alpha Vinyl \| + 46" \| \| \| 7è \| Samuele Battistella \| Astana Qazaqstan Team \| + 1' 21" \| \| \| 8è \| Aurélien Paret-Peintre \| AG2R Citroën Team \| + 1' 45" \| \| \| 9è \| Maxime Bouet \| Arkéa-Samsic \| + 1' 56" \| \| \| 10è \| Louis Vervaeke \| Quick-Step Alpha Vinyl \| + 2' 55" \| \| |                        |                        |             |
| |                        |                        |             |
| Font: ProCyclingStats |                        |                        |             |
| Classificació general |                        |                        |             |
| Corredor | Corredor               | Equip                  | Temps       |
| 1r | Nairo Quintana Rojas   | Arkéa-Samsic           | 12h 09' 11" |
| 2n | Julian Alaphilippe     | Quick-Step Alpha Vinyl | + 27"       |
| 3r | Mattias Skjelmose      | Trek-Segafredo         | + 34"       |
| 4t | Matteo Jorgenson       | Movistar Team          | + 36"       |
| 5è | Pierre Latour          | TotalEnergies          | + 42"       |
| 6è | Ilan Van Wilder        | Quick-Step Alpha Vinyl | + 46"       |
| 7è | Samuele Battistella    | Astana Qazaqstan Team  | + 1' 21"    |
| 8è | Aurélien Paret-Peintre | AG2R Citroën Team      | + 1' 45"    |
| 9è | Maxime Bouet           | Arkéa-Samsic           | + 1' 56"    |
| 10è | Louis Vervaeke         | Quick-Step Alpha Vinyl | + 2' 55"    |

### Classificacions secundàries
| Classificació per punts | Classificació per punts | Classificació per punts | Classificació per punts | Classificació per punts |
| Corredor                | Corredor                | Equip                   | Punts                   |                         |
| ----------------------- | ----------------------- | ----------------------- | ----------------------- | ----------------------- |
| 1r                      | Julian Alaphilippe      | Quick-Step Alpha Vinyl  | 34 pts                  |                         |
| 2n                      | Pierre Latour           | TotalEnergies           | 18 pts                  |                         |
| 3r                      | Nairo Quintana Rojas    | Arkéa-Samsic            | 17 pts                  |                         |
| 4t                      | Elia Viviani            | Ineos Grenadiers        | 15 pts                  |                         |
| 5è                      | Matteo Jorgenson        | Movistar Team           | 15 pts                  |                         |
| 6è                      | Mattias Skjelmose       | Trek-Segafredo          | 14 pts                  |                         |
| 7è                      | Sep Vanmarcke           | Israel-Premier Tech     | 12 pts                  |                         |
| 8è                      | Martijn Tusveld         | Team DSM                | 9 pts                   |                         |
| 9è                      | Samuele Battistella     | Astana Qazaqstan Team   | 8 pts                   |                         |
| 10è                     | Arnaud Démare           | Groupama-FDJ            | 8 pts                   |                         |

| Classificació per punts | Classificació per punts | Classificació per punts | Classificació per punts | Classificació per punts |
| Corredor                | Corredor                | Equip                   | Punts                   |                         |
| ----------------------- | ----------------------- | ----------------------- | ----------------------- | ----------------------- |
| 1r                      | Julian Alaphilippe      | Quick-Step Alpha Vinyl  | 34 pts                  |                         |
| 2n                      | Pierre Latour           | TotalEnergies           | 18 pts                  |                         |
| 3r                      | Nairo Quintana Rojas    | Arkéa-Samsic            | 17 pts                  |                         |
| 4t                      | Elia Viviani            | Ineos Grenadiers        | 15 pts                  |                         |
| 5è                      | Matteo Jorgenson        | Movistar Team           | 15 pts                  |                         |
| 6è                      | Mattias Skjelmose       | Trek-Segafredo          | 14 pts                  |                         |
| 7è                      | Sep Vanmarcke           | Israel-Premier Tech     | 12 pts                  |                         |
| 8è                      | Martijn Tusveld         | Team DSM                | 9 pts                   |                         |
| 9è                      | Samuele Battistella     | Astana Qazaqstan Team   | 8 pts                   |                         |
| 10è                     | Arnaud Démare           | Groupama-FDJ            | 8 pts                   |                         |

| Classificació de la muntanya | Classificació de la muntanya | Classificació de la muntanya     | Classificació de la muntanya | Classificació de la muntanya |
| Corredor                     | Corredor                     | Equip                            | Punts                        |                              |
| ---------------------------- | ---------------------------- | -------------------------------- | ---------------------------- | ---------------------------- |
| 1r                           | Nairo Quintana Rojas         | Arkéa-Samsic                     | 10 pts                       |                              |
| 2n                           | Paul Ourselin                | TotalEnergies                    | 8 pts                        |                              |
| 3r                           | Mattias Skjelmose            | Trek-Segafredo                   | 8 pts                        |                              |
| 4t                           | Matteo Jorgenson             | Movistar Team                    | 6 pts                        |                              |
| 5è                           | Kévin Besson                 | Nice Métropole Côte d'Azur       | 5 pts                        |                              |
| 6è                           | Iván Ramiro Sosa Cuervo      | Movistar Team                    | 4 pts                        |                              |
| 7è                           | Tom Mainguenaud              | Go Sport-Roubaix Lille Métropole | 2 pts                        |                              |
| 8è                           | Ilan Van Wilder              | Quick-Step Alpha Vinyl           | 2 pts                        |                              |
| 9è                           | Amanuel Gebrezgabihier       | Trek-Segafredo                   | 1 pt                         |                              |
| 10è                          | Tristan Delacroix            | Nice Métropole Côte d'Azur       | 1 pt                         |                              |

| Classificació de la muntanya | Classificació de la muntanya | Classificació de la muntanya     | Classificació de la muntanya | Classificació de la muntanya |
| Corredor                     | Corredor                     | Equip                            | Punts                        |                              |
| ---------------------------- | ---------------------------- | -------------------------------- | ---------------------------- | ---------------------------- |
| 1r                           | Nairo Quintana Rojas         | Arkéa-Samsic                     | 10 pts                       |                              |
| 2n                           | Paul Ourselin                | TotalEnergies                    | 8 pts                        |                              |
| 3r                           | Mattias Skjelmose            | Trek-Segafredo                   | 8 pts                        |                              |
| 4t                           | Matteo Jorgenson             | Movistar Team                    | 6 pts                        |                              |
| 5è                           | Kévin Besson                 | Nice Métropole Côte d'Azur       | 5 pts                        |                              |
| 6è                           | Iván Ramiro Sosa Cuervo      | Movistar Team                    | 4 pts                        |                              |
| 7è                           | Tom Mainguenaud              | Go Sport-Roubaix Lille Métropole | 2 pts                        |                              |
| 8è                           | Ilan Van Wilder              | Quick-Step Alpha Vinyl           | 2 pts                        |                              |
| 9è                           | Amanuel Gebrezgabihier       | Trek-Segafredo                   | 1 pt                         |                              |
| 10è                          | Tristan Delacroix            | Nice Métropole Côte d'Azur       | 1 pt                         |                              |

| Classificació del millor jove | Classificació del millor jove | Classificació del millor jove    | Classificació del millor jove | Classificació del millor jove |
| Corredor                      | Corredor                      | Equip                            | Temps                         |                               |
| ----------------------------- | ----------------------------- | -------------------------------- | ----------------------------- | ----------------------------- |
| 1r                            | Mattias Skjelmose             | Trek-Segafredo                   | 12h 09' 45"                   |                               |
| 2n                            | Matteo Jorgenson              | Movistar Team                    | + 2"                          |                               |
| 3r                            | Ilan Van Wilder               | Quick-Step Alpha Vinyl           | + 12"                         |                               |
| 4t                            | Samuele Battistella           | Astana Qazaqstan Team            | + 47"                         |                               |
| 5è                            | Mark Donovan                  | Team DSM                         | + 12' 16"                     |                               |
| 6è                            | Andrea Mifsud                 | Nice Métropole Côte d'Azur       | + 13' 03"                     |                               |
| 7è                            | Viktor Verschaeve             | Lotto-Soudal                     | + 13' 11"                     |                               |
| 8è                            | Joris Delbove                 | Saint Michel-Auber 93            | + 13' 56"                     |                               |
| 9è                            | Valentin Ferron               | TotalEnergies                    | + 14' 30"                     |                               |
| 10è                           | Tom Mainguenaud               | Go Sport-Roubaix Lille Métropole | + 15' 37"                     |                               |

| Classificació del millor jove | Classificació del millor jove | Classificació del millor jove    | Classificació del millor jove | Classificació del millor jove |
| Corredor                      | Corredor                      | Equip                            | Temps                         |                               |
| ----------------------------- | ----------------------------- | -------------------------------- | ----------------------------- | ----------------------------- |
| 1r                            | Mattias Skjelmose             | Trek-Segafredo                   | 12h 09' 45"                   |                               |
| 2n                            | Matteo Jorgenson              | Movistar Team                    | + 2"                          |                               |
| 3r                            | Ilan Van Wilder               | Quick-Step Alpha Vinyl           | + 12"                         |                               |
| 4t                            | Samuele Battistella           | Astana Qazaqstan Team            | + 47"                         |                               |
| 5è                            | Mark Donovan                  | Team DSM                         | + 12' 16"                     |                               |
| 6è                            | Andrea Mifsud                 | Nice Métropole Côte d'Azur       | + 13' 03"                     |                               |
| 7è                            | Viktor Verschaeve             | Lotto-Soudal                     | + 13' 11"                     |                               |
| 8è                            | Joris Delbove                 | Saint Michel-Auber 93            | + 13' 56"                     |                               |
| 9è                            | Valentin Ferron               | TotalEnergies                    | + 14' 30"                     |                               |
| 10è                           | Tom Mainguenaud               | Go Sport-Roubaix Lille Métropole | + 15' 37"                     |                               |

| Classificació per equips | Classificació per equips | Classificació per equips | Classificació per equips |
| Equip                    | Equip                    | Temps                    |                          |
| ------------------------ | ------------------------ | ------------------------ | ------------------------ |
| 1r                       | Quick-Step Alpha Vinyl   | 36h 31' 55"              |                          |
| 2n                       | Arkéa-Samsic             | + 1' 33"                 |                          |
| 3r                       | AG2R Citroën Team        | + 11' 09"                |                          |
| 4t                       | TotalEnergies            | + 14' 22"                |                          |
| 5è                       | Israel-Premier Tech      | + 16' 26"                |                          |
| 6è                       | Trek-Segafredo           | + 17' 28"                |                          |
| 7è                       | Movistar Team            | + 20' 32"                |                          |
| 8è                       | Team DSM                 | + 23' 01"                |                          |
| 9è                       | Ineos Grenadiers         | + 24' 04"                |                          |
| 10è                      | Astana Qazaqstan Team    | + 31' 10"                |                          |

| Classificació per equips | Classificació per equips | Classificació per equips | Classificació per equips |
| Equip                    | Equip                    | Temps                    |                          |
| ------------------------ | ------------------------ | ------------------------ | ------------------------ |
| 1r                       | Quick-Step Alpha Vinyl   | 36h 31' 55"              |                          |
| 2n                       | Arkéa-Samsic             | + 1' 33"                 |                          |
| 3r                       | AG2R Citroën Team        | + 11' 09"                |                          |
| 4t                       | TotalEnergies            | + 14' 22"                |                          |
| 5è                       | Israel-Premier Tech      | + 16' 26"                |                          |
| 6è                       | Trek-Segafredo           | + 17' 28"                |                          |
| 7è                       | Movistar Team            | + 20' 32"                |                          |
| 8è                       | Team DSM                 | + 23' 01"                |                          |
| 9è                       | Ineos Grenadiers         | + 24' 04"                |                          |
| 10è                      | Astana Qazaqstan Team    | + 31' 10"                |                          |

## Evolució de les classificacions
| Etapa                  | Vencedor               | Classificació general | Classificació dels esprints | Classificació de la muntanya | Classificació dels joves | Preferit del públic    | Classificació per equips |
| ---------------------- | ---------------------- | --------------------- | --------------------------- | ---------------------------- | ------------------------ | ---------------------- | ------------------------ |
| P                      | Filippo Ganna          | Filippo Ganna         | Filippo Ganna               | Filippo Ganna                | Ethan Hayter             | Arnaud Démare          | Ineos Grenadiers         |
| 1                      | Elia Viviani           | Filippo Ganna         | Julian Alaphilippe          | Tom Mainguenaud              | Samuele Battistella      | Tristan Delacroix      | Ineos Grenadiers         |
| 2                      | Bryan Coquard          | Filippo Ganna         | Julian Alaphilippe          | Paul Ourselin                | Samuele Battistella      | Aurélien Paret-Peintre | Quick-Step Alpha Vinyl   |
| 3                      | Nairo Quintana         | Nairo Quintana        | Julian Alaphilippe          | Nairo Quintana               | Mattias Skjelmose Jensen | Julian Alaphilippe     | Quick-Step Alpha Vinyl   |
| Classificacions finals | Classificacions finals | Nairo Quintana        | Julian Alaphilippe          | Nairo Quintana               | Mattias Skjelmose Jensen | -                      | Quick-Step Alpha Vinyl   |

## Llista de participants
| Movistar Team MOV | Movistar Team MOV                  | Movistar Team MOV |
| ----------------- | ---------------------------------- | ----------------- |
| Núm               | Ciclista                           | Pos               |
| 1                 | Iván Ramiro Sosa Cuervo (COL)      | 24è               |
| 2                 | Gorka Izagirre Insausti (ESP)      | DNF-1             |
| 3                 | Matteo Jorgenson (USA)             | 4t                |
| 4                 | Mathias Norsgaard Jørgensen (DEN)  | 50è               |
| 5                 | Óscar Rodríguez Garaicoechea (ESP) | 26è               |
| 6                 | José Joaquín Rojas Gil (ESP)       | 56è               |
| 7                 | Antonio Pedrero López (ESP)        | 42è               |

| Quick-Step Alpha Vinyl QST | Quick-Step Alpha Vinyl QST      | Quick-Step Alpha Vinyl QST |
| -------------------------- | ------------------------------- | -------------------------- |
| Núm                        | Ciclista                        | Pos                        |
| 11                         | Julian Alaphilippe (FRA) (ruta) | 2n                         |
| 12                         | Pieter Serry (BEL)              | 51è                        |
| 14                         | Dries Devenyns (BEL)            | 31è                        |
| 16                         | Ilan Van Wilder (BEL)           | 6è                         |
| 17                         | Louis Vervaeke (BEL)            | 10è                        |

| Ineos Grenadiers IGD | Ineos Grenadiers IGD             | Ineos Grenadiers IGD |
| -------------------- | -------------------------------- | -------------------- |
| Núm                  | Ciclista                         | Pos                  |
| 21                   | Elia Viviani (ITA)               | 57è                  |
| 22                   | Richard Carapaz Montenegro (ECU) | NP-2                 |
| 23                   | Filippo Ganna (ITA)              | DQ-3                 |
| 24                   | Ethan Hayter (GBR)               | 58è                  |
| 25                   | Salvatore Puccio (ITA)           | 86è                  |
| 26                   | Luke Rowe (GBR)                  | 35è                  |

| Trek-Segafredo TFS | Trek-Segafredo TFS           | Trek-Segafredo TFS |
| ------------------ | ---------------------------- | ------------------ |
| Núm                | Ciclista                     | Pos                |
| 31                 | Dario Cataldo (ITA)          | 47è                |
| 32                 | Alexander Kamp (DEN)         | 70è                |
| 33                 | Kenny Elissonde (FRA)        | 23è                |
| 34                 | Jakob Egholm (DEN)           | DNF-3              |
| 35                 | Amanuel Gebrezgabihier (ERI) | 15è                |
| 36                 | Mattias Skjelmose (DEN)      | 3r                 |

| Cofidis COF | Cofidis COF                   | Cofidis COF |
| ----------- | ----------------------------- | ----------- |
| Núm         | Ciclista                      | Pos         |
| 41          | Victor Lafay (FRA)            | 61è         |
| 42          | Bryan Coquard (FRA)           | NP-3        |
| 43          | Thomas Champion (FRA)         | 82è         |
| 44          | Rubén Fernández Andújar (ESP) | 37è         |
| 45          | Pierre-Luc Périchon (FRA)     | 46è         |
| 46          | Axel Zingle (FRA)             | NP-3        |

| Astana Qazaqstan Team AST | Astana Qazaqstan Team AST | Astana Qazaqstan Team AST |
| ------------------------- | ------------------------- | ------------------------- |
| Núm                       | Ciclista                  | Pos                       |
| 51                        | Gleb Brussenskiy (KAZ)    | 79è                       |
| 52                        | Leonardo Basso (ITA)      | 88è                       |
| 53                        | Samuele Battistella (ITA) | 7è                        |
| 54                        | Michele Gazzoli (ITA)     | 71è                       |
| 56                        | Artiom Zakhàrov (KAZ)     | 73è                       |
| 57                        | Simone Velasco (ITA)      | 40è                       |

| AG2R Citroën Team ACT | AG2R Citroën Team ACT        | AG2R Citroën Team ACT |
| --------------------- | ---------------------------- | --------------------- |
| Núm                   | Ciclista                     | Pos                   |
| 61                    | Geoffrey Bouchard (FRA)      | 29è                   |
| 62                    | Damien Touzé (FRA)           | 11è                   |
| 63                    | Aurélien Paret-Peintre (FRA) | 8è                    |
| 64                    | Andrea Vendrame (ITA)        | 53è                   |
| 65                    | Nicolas Prodhomme (FRA)      | NP-3                  |

| Arkéa-Samsic ARK | Arkéa-Samsic ARK           | Arkéa-Samsic ARK |
| ---------------- | -------------------------- | ---------------- |
| Núm              | Ciclista                   | Pos              |
| 71               | Nairo Quintana Rojas (COL) | 1r               |
| 72               | Miguel Flórez López (COL)  | 75è              |
| 73               | Nicolas Edet (FRA)         | 48è              |
| 74               | Łukasz Owsian (POL)        | 13è              |
| 75               | Maxime Bouet (FRA)         | 9è               |
| 76               | Dayer Quintana Rojas (COL) | 38è              |

| Groupama-FDJ GFC | Groupama-FDJ GFC        | Groupama-FDJ GFC |
| ---------------- | ----------------------- | ---------------- |
| Núm              | Ciclista                | Pos              |
| 81               | Bruno Armirail (FRA)    | 66è              |
| 82               | Lewis Askey (GBR)       | 85è              |
| 83               | Arnaud Démare (FRA)     | 69è              |
| 85               | Tobias Ludvigsson (SWE) | 65è              |
| 86               | Anthony Roux (FRA)      | 83è              |
| 87               | Michael Storer (AUS)    | 28è              |

| TotalEnergies TEN | TotalEnergies TEN     | TotalEnergies TEN |
| ----------------- | --------------------- | ----------------- |
| Núm               | Ciclista              | Pos               |
| 91                | Maciej Bodnar (POL)   | 59è               |
| 92                | Fabien Doubey (FRA)   | 20è               |
| 93                | Valentin Ferron (FRA) | 33è               |
| 94                | Pierre Latour (FRA)   | 5è                |
| 95                | Lorrenzo Manzin (FRA) | 72è               |
| 96                | Fabien Grellier (FRA) | 64è               |
| 97                | Paul Ourselin (FRA)   | 44è               |

| B&B Hotels-KTM BBK | B&B Hotels-KTM BBK          | B&B Hotels-KTM BBK |
| ------------------ | --------------------------- | ------------------ |
| Núm                | Ciclista                    | Pos                |
| 101                | Pierre Barbier (FRA)        | 89è                |
| 102                | Alexis Gougeard (FRA)       | DNF-3              |
| 103                | Miguel Heidemann (GER)      | 49è                |
| 104                | Maxime Chevalier (FRA)      | 60è                |
| 105                | Raphaël Parisella (CAN)     | NP-3               |
| 106                | Pierre Rolland (FRA)        | DNF-3              |
| 107                | Sebastian Schönberger (AUT) | 17è                |

| Lotto-Soudal LTS | Lotto-Soudal LTS          | Lotto-Soudal LTS |
| ---------------- | ------------------------- | ---------------- |
| Núm              | Ciclista                  | Pos              |
| 111              | Cedric Beullens (BEL)     | 34è              |
| 112              | Philippe Gilbert (BEL)    | 39è              |
| 114              | Kamil Małecki (POL)       | 55è              |
| 115              | Michael Schwarzmann (GER) | DNF-3            |
| 116              | Viktor Verschaeve (BEL)   | 27è              |
| 117              | Xandres Vervloesem (BEL)  | 74è              |

| Saint Michel-Auber 93 AUB | Saint Michel-Auber 93 AUB  | Saint Michel-Auber 93 AUB |
| ------------------------- | -------------------------- | ------------------------- |
| Núm                       | Ciclista                   | Pos                       |
| 121                       | Nicolas Debeaumarché (FRA) | 52è                       |
| 122                       | Stéphane Rossetto (FRA)    | 14è                       |
| 123                       | Jason Tesson (FRA)         | DNF-3                     |
| 124                       | Joris Delbove (FRA)        | 30è                       |
| 125                       | Tony Hurel (FRA)           | DNF-3                     |
| 126                       | Yoann Paillot (FRA)        | 67è                       |

| Go Sport-Roubaix Lille Métropole GRL | Go Sport-Roubaix Lille Métropole GRL | Go Sport-Roubaix Lille Métropole GRL |
| ------------------------------------ | ------------------------------------ | ------------------------------------ |
| Núm                                  | Ciclista                             | Pos                                  |
| 131                                  | Tom Mainguenaud (FRA)                | 36è                                  |
| 132                                  | Evaldas Šiškevičius (LTU)            | 84è                                  |
| 133                                  | Samuel Leroux (FRA)                  | 54è                                  |
| 134                                  | Jérémy Leveau (FRA)                  | 68è                                  |
| 135                                  | Valentin Tabellion (FRA)             | 80è                                  |
| 136                                  | Norman Vahtra (EST)                  | 91è                                  |
| 137                                  | Emiel Vermeulen (BEL)                | 87è                                  |

| Team DSM DSM | Team DSM DSM          | Team DSM DSM |
| ------------ | --------------------- | ------------ |
| Núm          | Ciclista              | Pos          |
| 141          | Romain Combaud (FRA)  | 21è          |
| 142          | Florian Stork (GER)   | 16è          |
| 143          | Mark Donovan (GBR)    | 22è          |
| 145          | Tim Naberman (NED)    | 90è          |
| 146          | Martijn Tusveld (NED) | 18è          |

| Israel-Premier Tech IPT | Israel-Premier Tech IPT         | Israel-Premier Tech IPT |
| ----------------------- | ------------------------------- | ----------------------- |
| Núm                     | Ciclista                        | Pos                     |
| 151                     | Rudy Barbier (FRA)              | 81è                     |
| 152                     | Patrick Bevin (NZL)             | DNF-1                   |
| 153                     | Omer Goldstein (ISR)            | 32è                     |
| 154                     | Carl Fredrik Hagen (NOR)        | 45è                     |
| 155                     | Tom Van Asbroeck (BEL)          | 63è                     |
| 156                     | Sep Vanmarcke (BEL)             | 41è                     |
| 157                     | Mads Würtz Schmidt (DEN) (ruta) | 12è                     |

| Nice Métropole Côte d'Azur NMC | Nice Métropole Côte d'Azur NMC | Nice Métropole Côte d'Azur NMC |
| ------------------------------ | ------------------------------ | ------------------------------ |
| Núm                            | Ciclista                       | Pos                            |
| 161                            | Antoine Berlin (MON)           | 62è                            |
| 162                            | Kévin Besson (FRA)             | 78è                            |
| 163                            | Jonathan Couanon (FRA)         | 76è                            |
| 164                            | Tristan Delacroix (FRA)        | 19è                            |
| 165                            | Jean Goubert (FRA)             | 43è                            |
| 166                            | Andrea Mifsud                  | 25è                            |
| 167                            | Maxime Urruty (FRA)            | 77è                            |

| Movistar Team MOV | Movistar Team MOV                  | Movistar Team MOV |
| ----------------- | ---------------------------------- | ----------------- |
| Núm               | Ciclista                           | Pos               |
| 1                 | Iván Ramiro Sosa Cuervo (COL)      | 24è               |
| 2                 | Gorka Izagirre Insausti (ESP)      | DNF-1             |
| 3                 | Matteo Jorgenson (USA)             | 4t                |
| 4                 | Mathias Norsgaard Jørgensen (DEN)  | 50è               |
| 5                 | Óscar Rodríguez Garaicoechea (ESP) | 26è               |
| 6                 | José Joaquín Rojas Gil (ESP)       | 56è               |
| 7                 | Antonio Pedrero López (ESP)        | 42è               |

| Quick-Step Alpha Vinyl QST | Quick-Step Alpha Vinyl QST      | Quick-Step Alpha Vinyl QST |
| -------------------------- | ------------------------------- | -------------------------- |
| Núm                        | Ciclista                        | Pos                        |
| 11                         | Julian Alaphilippe (FRA) (ruta) | 2n                         |
| 12                         | Pieter Serry (BEL)              | 51è                        |
| 14                         | Dries Devenyns (BEL)            | 31è                        |
| 16                         | Ilan Van Wilder (BEL)           | 6è                         |
| 17                         | Louis Vervaeke (BEL)            | 10è                        |

| Ineos Grenadiers IGD | Ineos Grenadiers IGD             | Ineos Grenadiers IGD |
| -------------------- | -------------------------------- | -------------------- |
| Núm                  | Ciclista                         | Pos                  |
| 21                   | Elia Viviani (ITA)               | 57è                  |
| 22                   | Richard Carapaz Montenegro (ECU) | NP-2                 |
| 23                   | Filippo Ganna (ITA)              | DQ-3                 |
| 24                   | Ethan Hayter (GBR)               | 58è                  |
| 25                   | Salvatore Puccio (ITA)           | 86è                  |
| 26                   | Luke Rowe (GBR)                  | 35è                  |

| Trek-Segafredo TFS | Trek-Segafredo TFS           | Trek-Segafredo TFS |
| ------------------ | ---------------------------- | ------------------ |
| Núm                | Ciclista                     | Pos                |
| 31                 | Dario Cataldo (ITA)          | 47è                |
| 32                 | Alexander Kamp (DEN)         | 70è                |
| 33                 | Kenny Elissonde (FRA)        | 23è                |
| 34                 | Jakob Egholm (DEN)           | DNF-3              |
| 35                 | Amanuel Gebrezgabihier (ERI) | 15è                |
| 36                 | Mattias Skjelmose (DEN)      | 3r                 |

| Cofidis COF | Cofidis COF                   | Cofidis COF |
| ----------- | ----------------------------- | ----------- |
| Núm         | Ciclista                      | Pos         |
| 41          | Victor Lafay (FRA)            | 61è         |
| 42          | Bryan Coquard (FRA)           | NP-3        |
| 43          | Thomas Champion (FRA)         | 82è         |
| 44          | Rubén Fernández Andújar (ESP) | 37è         |
| 45          | Pierre-Luc Périchon (FRA)     | 46è         |
| 46          | Axel Zingle (FRA)             | NP-3        |

| Astana Qazaqstan Team AST | Astana Qazaqstan Team AST | Astana Qazaqstan Team AST |
| ------------------------- | ------------------------- | ------------------------- |
| Núm                       | Ciclista                  | Pos                       |
| 51                        | Gleb Brussenskiy (KAZ)    | 79è                       |
| 52                        | Leonardo Basso (ITA)      | 88è                       |
| 53                        | Samuele Battistella (ITA) | 7è                        |
| 54                        | Michele Gazzoli (ITA)     | 71è                       |
| 56                        | Artiom Zakhàrov (KAZ)     | 73è                       |
| 57                        | Simone Velasco (ITA)      | 40è                       |

| AG2R Citroën Team ACT | AG2R Citroën Team ACT        | AG2R Citroën Team ACT |
| --------------------- | ---------------------------- | --------------------- |
| Núm                   | Ciclista                     | Pos                   |
| 61                    | Geoffrey Bouchard (FRA)      | 29è                   |
| 62                    | Damien Touzé (FRA)           | 11è                   |
| 63                    | Aurélien Paret-Peintre (FRA) | 8è                    |
| 64                    | Andrea Vendrame (ITA)        | 53è                   |
| 65                    | Nicolas Prodhomme (FRA)      | NP-3                  |

| Arkéa-Samsic ARK | Arkéa-Samsic ARK           | Arkéa-Samsic ARK |
| ---------------- | -------------------------- | ---------------- |
| Núm              | Ciclista                   | Pos              |
| 71               | Nairo Quintana Rojas (COL) | 1r               |
| 72               | Miguel Flórez López (COL)  | 75è              |
| 73               | Nicolas Edet (FRA)         | 48è              |
| 74               | Łukasz Owsian (POL)        | 13è              |
| 75               | Maxime Bouet (FRA)         | 9è               |
| 76               | Dayer Quintana Rojas (COL) | 38è              |

| Groupama-FDJ GFC | Groupama-FDJ GFC        | Groupama-FDJ GFC |
| ---------------- | ----------------------- | ---------------- |
| Núm              | Ciclista                | Pos              |
| 81               | Bruno Armirail (FRA)    | 66è              |
| 82               | Lewis Askey (GBR)       | 85è              |
| 83               | Arnaud Démare (FRA)     | 69è              |
| 85               | Tobias Ludvigsson (SWE) | 65è              |
| 86               | Anthony Roux (FRA)      | 83è              |
| 87               | Michael Storer (AUS)    | 28è              |

| TotalEnergies TEN | TotalEnergies TEN     | TotalEnergies TEN |
| ----------------- | --------------------- | ----------------- |
| Núm               | Ciclista              | Pos               |
| 91                | Maciej Bodnar (POL)   | 59è               |
| 92                | Fabien Doubey (FRA)   | 20è               |
| 93                | Valentin Ferron (FRA) | 33è               |
| 94                | Pierre Latour (FRA)   | 5è                |
| 95                | Lorrenzo Manzin (FRA) | 72è               |
| 96                | Fabien Grellier (FRA) | 64è               |
| 97                | Paul Ourselin (FRA)   | 44è               |

| B&B Hotels-KTM BBK | B&B Hotels-KTM BBK          | B&B Hotels-KTM BBK |
| ------------------ | --------------------------- | ------------------ |
| Núm                | Ciclista                    | Pos                |
| 101                | Pierre Barbier (FRA)        | 89è                |
| 102                | Alexis Gougeard (FRA)       | DNF-3              |
| 103                | Miguel Heidemann (GER)      | 49è                |
| 104                | Maxime Chevalier (FRA)      | 60è                |
| 105                | Raphaël Parisella (CAN)     | NP-3               |
| 106                | Pierre Rolland (FRA)        | DNF-3              |
| 107                | Sebastian Schönberger (AUT) | 17è                |

| Lotto-Soudal LTS | Lotto-Soudal LTS          | Lotto-Soudal LTS |
| ---------------- | ------------------------- | ---------------- |
| Núm              | Ciclista                  | Pos              |
| 111              | Cedric Beullens (BEL)     | 34è              |
| 112              | Philippe Gilbert (BEL)    | 39è              |
| 114              | Kamil Małecki (POL)       | 55è              |
| 115              | Michael Schwarzmann (GER) | DNF-3            |
| 116              | Viktor Verschaeve (BEL)   | 27è              |
| 117              | Xandres Vervloesem (BEL)  | 74è              |

| Saint Michel-Auber 93 AUB | Saint Michel-Auber 93 AUB  | Saint Michel-Auber 93 AUB |
| ------------------------- | -------------------------- | ------------------------- |
| Núm                       | Ciclista                   | Pos                       |
| 121                       | Nicolas Debeaumarché (FRA) | 52è                       |
| 122                       | Stéphane Rossetto (FRA)    | 14è                       |
| 123                       | Jason Tesson (FRA)         | DNF-3                     |
| 124                       | Joris Delbove (FRA)        | 30è                       |
| 125                       | Tony Hurel (FRA)           | DNF-3                     |
| 126                       | Yoann Paillot (FRA)        | 67è                       |

| Go Sport-Roubaix Lille Métropole GRL | Go Sport-Roubaix Lille Métropole GRL | Go Sport-Roubaix Lille Métropole GRL |
| ------------------------------------ | ------------------------------------ | ------------------------------------ |
| Núm                                  | Ciclista                             | Pos                                  |
| 131                                  | Tom Mainguenaud (FRA)                | 36è                                  |
| 132                                  | Evaldas Šiškevičius (LTU)            | 84è                                  |
| 133                                  | Samuel Leroux (FRA)                  | 54è                                  |
| 134                                  | Jérémy Leveau (FRA)                  | 68è                                  |
| 135                                  | Valentin Tabellion (FRA)             | 80è                                  |
| 136                                  | Norman Vahtra (EST)                  | 91è                                  |
| 137                                  | Emiel Vermeulen (BEL)                | 87è                                  |

| Team DSM DSM | Team DSM DSM          | Team DSM DSM |
| ------------ | --------------------- | ------------ |
| Núm          | Ciclista              | Pos          |
| 141          | Romain Combaud (FRA)  | 21è          |
| 142          | Florian Stork (GER)   | 16è          |
| 143          | Mark Donovan (GBR)    | 22è          |
| 145          | Tim Naberman (NED)    | 90è          |
| 146          | Martijn Tusveld (NED) | 18è          |

| Israel-Premier Tech IPT | Israel-Premier Tech IPT         | Israel-Premier Tech IPT |
| ----------------------- | ------------------------------- | ----------------------- |
| Núm                     | Ciclista                        | Pos                     |
| 151                     | Rudy Barbier (FRA)              | 81è                     |
| 152                     | Patrick Bevin (NZL)             | DNF-1                   |
| 153                     | Omer Goldstein (ISR)            | 32è                     |
| 154                     | Carl Fredrik Hagen (NOR)        | 45è                     |
| 155                     | Tom Van Asbroeck (BEL)          | 63è                     |
| 156                     | Sep Vanmarcke (BEL)             | 41è                     |
| 157                     | Mads Würtz Schmidt (DEN) (ruta) | 12è                     |

| Nice Métropole Côte d'Azur NMC | Nice Métropole Côte d'Azur NMC | Nice Métropole Côte d'Azur NMC |
| ------------------------------ | ------------------------------ | ------------------------------ |
| Núm                            | Ciclista                       | Pos                            |
| 161                            | Antoine Berlin (MON)           | 62è                            |
| 162                            | Kévin Besson (FRA)             | 78è                            |
| 163                            | Jonathan Couanon (FRA)         | 76è                            |
| 164                            | Tristan Delacroix (FRA)        | 19è                            |
| 165                            | Jean Goubert (FRA)             | 43è                            |
| 166                            | Andrea Mifsud                  | 25è                            |
| 167                            | Maxime Urruty (FRA)            | 77è                            |